# Bahçelievler, Büyükçekmece
Bahçelievler là một xã thuộc huyện Büyükçekmece, tỉnh Istanbul, Thổ Nhĩ Kỳ.